# Luteólise
A luteólise é a degradação estrutural e funcional do corpo lúteo que ocorre durante o fim da fase luteínica nos ciclos menstrual ou estral na ausência de gravidez.